# Guarda (Molinella)
Guarda è una frazione del comune di Molinella, in provincia di Bologna, popolata da 150 abitanti.

## Storia
Le origini di Guarda si fondano su un circolo fondato oltre 120 anni fa un folto gruppo di locali lavoratori della terra organizzati nella Lega, che, assieme a un'osteria, rappresentò il cuore pulsante della vita sociale del piccolo paese. Guarda è il paese dove ancora sono conservati, alcuni maceri un tempo utilizzati per la lavorazione della canapa, ultime testimonianze di un passato che ha fruttato buone produzioni di canapa greggia poi raffinata.
Guarda è la sola località, con Molinella capoluogo, che vanta una fermata ferroviaria sin da quando la linea “Veneta” fu inaugurata (1887).
È il luogo tristemente noto per l'Eccidio di Guarda del 5 ottobre 1914, quando, a seguito di uno scontro tra “crumiri” e confederali, persero la vita alcuni operai ingaggiati dall’Agraria bolognese nel padovano ed un cippo, eretto lungo Via Idice Abbandonato, a pochi passi dal paese, ricorda il tragico evento.